# Aquarian
Wundarr, alias Aquarian (« Wundarr the Aquarian » en VO) est un super-héros évoluant dans l'univers Marvel de la maison d'édition Marvel Comics. Créé par le scénariste Steve Gerber et le dessinateur Val Mayerik (en), le personnage de fiction apparaît pour la première fois dans le comic book Adventure into Fear #17 en octobre 1973.
L'arrivée de Wundarr sur Terre est similaire à celle du héros Superman, dont il constitue un pastiche.

## Biographie du personnage

### Origines
Hektu, un scientifique extraterrestre de la planète Dakkam, calcula par erreur que son monde va être englouti par une supernova. Il choisit alors de sauver son enfant, Wundarr, en le plaçant dans une navette spatiale qui l’éloignerait de la planète. Mais le gouvernement découvrit son erreur de calcul et le fit exécuter, ainsi que sa femme Soja. 
La navette de Wundarr ayant décollé, celle-ci voyagea en direction de la Terre sur de nombreuses années-lumière, frappée par des rayons cosmiques, tandis que Wundarr était en cryostase. Elle s'écrasa ensuite en Amérique dans les Everglades et y resta cachée pendant des décennies, permettant à Wundarr de grandir tranquillement jusqu'à atteindre un stade physique adulte. Il fut finalement découvert par l'Homme-Chose, que Wundarr prit pour sa mère pendant un moment, avant de découvrir son erreur et partir de son côté.
Errant jusqu'à New York, Wundarr rencontra à Manhattan la Chose et Namor, qui l'aidèrent à vaincre des agents Dakkamites. Il vécut ensuite pendant un temps avec les Quatre Fantastiques et Namorita, apprenant à devenir un homme, jusqu'à ce qu'il soit pris en charge par Miss Marvel et le SHIELD. L'organisation le plaça au Projet Pegasus, devenant un sujet de recherche sur sa connexion avec le Cube cosmique. Il dut affronter la secte de Victor Conrad et Jude, l'Homme Entropique. Blessé durant le combat, il resta dans le coma pendant des mois.
Pendant son coma, son esprit entra en contact avec le Cube cosmique, retrouvant à cette occasion la mémoire de son enfance. Il atteignit alors un âge mental adulte et développa de nouveaux pouvoirs, son corps générant alors un champ entropique négatif sur les énergies. À son réveil, il se renomma Aquarian, d'après le système solaire de sa planète natale, ayant atteint un état de sagesse et de paix intérieure qu'il voulut partager avec le monde.
Se lançant dans une croisade pour la paix, il aida la Chose, Quasar et Bill Foster à protéger le Projet Pegasus et à arrêter les super-vilains Solarr et Klaw, entre autres.
Un jour à New York, il rencontra Captain America et fut témoin de la naissance de Kubik (en), issu du Cube Cosmique en sa possession. Il affronta par la suite les Watchdogs et Hulk qui attaquait les Vengeurs, manipulés par le Docteur Fatalis.

### World War Hulk
On revit Aquarian défendre Manhattan contre l'invasion de l'armée de Hulk revenu de son exil forcé, puis de l'armée Skrull lors de l'arc narratif Secret Invasion, avec l'équipe fédérale de la Floride.

## Pouvoirs et capacités
Avant sa transformation en Aquarian grâce au Cube cosmique, Wundarr, du fait des changements magnétiques intervenus dans la structure cellulaire de son corps après une exposition à certaines radiations lors de son voyage vers la Terre, possédait des pouvoirs physiques surhumains et de manipulation de l’énergie. Il était alors capable d’absorber diverses formes d’énergie présentes dans son environnement pour les transformer en énergie cinétique afin d’accroître sa force et la résistance de son corps.
Il pouvait non seulement utiliser sa force accrue pour soulever des objets mais également pour se propulser dans l’air, en sautant dans les airs à la manière de Hulk. Il était alors capable de couvrir plusieurs kilomètres en seul bond. Ce processus d’absorption n’était pas volontaire ou conscient et fonctionnait de manière permanente ; si cette énergie absorbée n'était pas dépensée d’une manière physique (ou autre) avant un certain seuil maximal lié à son corps, cette énergie était déchargée automatiquement sous la forme d’une sphère explosive de force de concussion. 
Après avoir été en contact du Cube cosmique, la capacité d’absorption d’énergie de Wundarr fut radicalement transformée en quelque chose de plus puissant et de complètement différent. Désormais, son corps est entouré en permanence d’un « champ entropique » (une sorte d'« anti-force ») qui, à son point d’équilibre, rayonne sur une distance d’environ 1,5 mètre autour de lui. En se concentrant, il peut contracter ce champ sur une épaisseur d’environ 15 centimètres ou bien l’étendre à une distance maximale d’environ 150 m, mais ne peut jamais le faire complètement disparaître.
Ce « champ entropique » neutralise la plupart des énergies du spectre électromagnétique jusqu’à une intensité maximale qui reste encore à mesurer. Les types d'énergies bloquées par ce champ incluent (liste non exhaustive) la lumière, l’électricité, le magnétisme, les énergies à haute fréquence, le son et même la gravité. Son champ entropique neutralise également l’énergie cinétique. Les capacités physiques accrues s'affaiblissent aussi dans ce champ.
Son champ d’anti-force est doté d’une polarité opposée à celle des champs issus de la matière atomique normale :
- son champ annule l’énergie cinétique selon un rapport direct avec la force d’inertie (la résistance d'un objet en mouvement) d'un objet mobile se déplaçant vers lui. Ainsi, Tout objet doté d’une inertie importante perd son énergie cinétique dès lors qu’il pénètre son champ entropique. Par exemple, un tir de balles de revolver, un lancer de couteau ou même un coup de poing sont incapables de passer son champ pour le toucher. Seuls les objets avec une vélocité suffisamment faible (selon une limite encore non précisée) peuvent traverser son champ entropique sans voir leur force d’inertie annulée[1] ;
- étant donné qu'Aquarian est lui-aussi affecté par les effets de son champ entropique, il ne peut pas se déplacer plus vite que son champ. Sa faculté de saut est donc désormais inutile. Cependant, puisqu'il demeure capable d’annuler l’effet de la gravité sur lui-même, il peut « marcher » sur l’air, par simple annulation de la gravité[1] ;
- les énergies cinétiques et électromagnétiques manipulées par la plupart des autres êtres surhumains sont également annulées par son champ entropique. Ainsi, les êtres dotés d’une force surhumaine sont incapables de le toucher et ceux capables d’émettre des décharges d’énergie voient celles-ci se dissiper au contact du champ entropique[1].

Afin de réguler l’absorption et la libération d’énergie de son corps, le scientifique Red Richards lui a mis au point un uniforme qui lui permet de libérer régulièrement seulement de petites quantités d’énergie, sans force de concussion, afin d’éviter d’atteindre un seuil fatidique.
- En complément de son pouvoir d’annulation d'énergie, Aquarian possède une force surhumaine lui permettant de soulever (ou d’exercer une pression équivalente à) environ 1 tonne dans des conditions optimales. Avant son changement physique à la suite de l’exposition au Cube cosmique, il était capable d’utiliser l’énergie qu'il absorbait pour augmenter sa force d'environ 15 fois, et donc de soulever environ 15 tonnes[1].
- Il possède aussi la capacité de communiquer par empathie avec les animaux ; cependant, il se refuse à contrôler ceux-ci grâce à cette faculté, du fait de son éthique personnelle[1].
- Le bref contact mental avec le Cube cosmique a donné à Wundarr une connaissance inimaginable (une sorte de conscience cosmique), qu’il appelle lui-même « le Tout et le Rien ». Il a notamment montré posséder une forte compréhension des concepts de la vie, de la mort ainsi que de la paix et de la technique de l’art oratoire. Par simple toucher, il lui est arrivé de transmettre à d’autres êtres ces connaissances, souvent dans le but de créer l’harmonie[1].
- Bien qu'il soit aveugle et sourd, les rayons cosmiques qui l'ont frappé lui permettent de propager sa conscience sensitive et de lui donner des sens surhumains, semblable à une vision aux rayons X, ou encore télescopique.